# Parville
Parville – miejscowość i gmina we Francji, w regionie Normandia, w departamencie Eure.
Według danych na rok 1990 gminę zamieszkiwało 340 osób, a gęstość zaludnienia wynosiła 75 osób/km² (wśród 1421 gmin Górnej Normandii Parville plasuje się na 577 miejscu pod względem liczby ludności, natomiast pod względem powierzchni na miejscu 723).